# Ponte Eshima Ohashi
Il ponte Eshima Ohashi (江島大橋?, Eshima Ōhashi) è un ponte a telaio rigido situato in Giappone.

## Descrizione

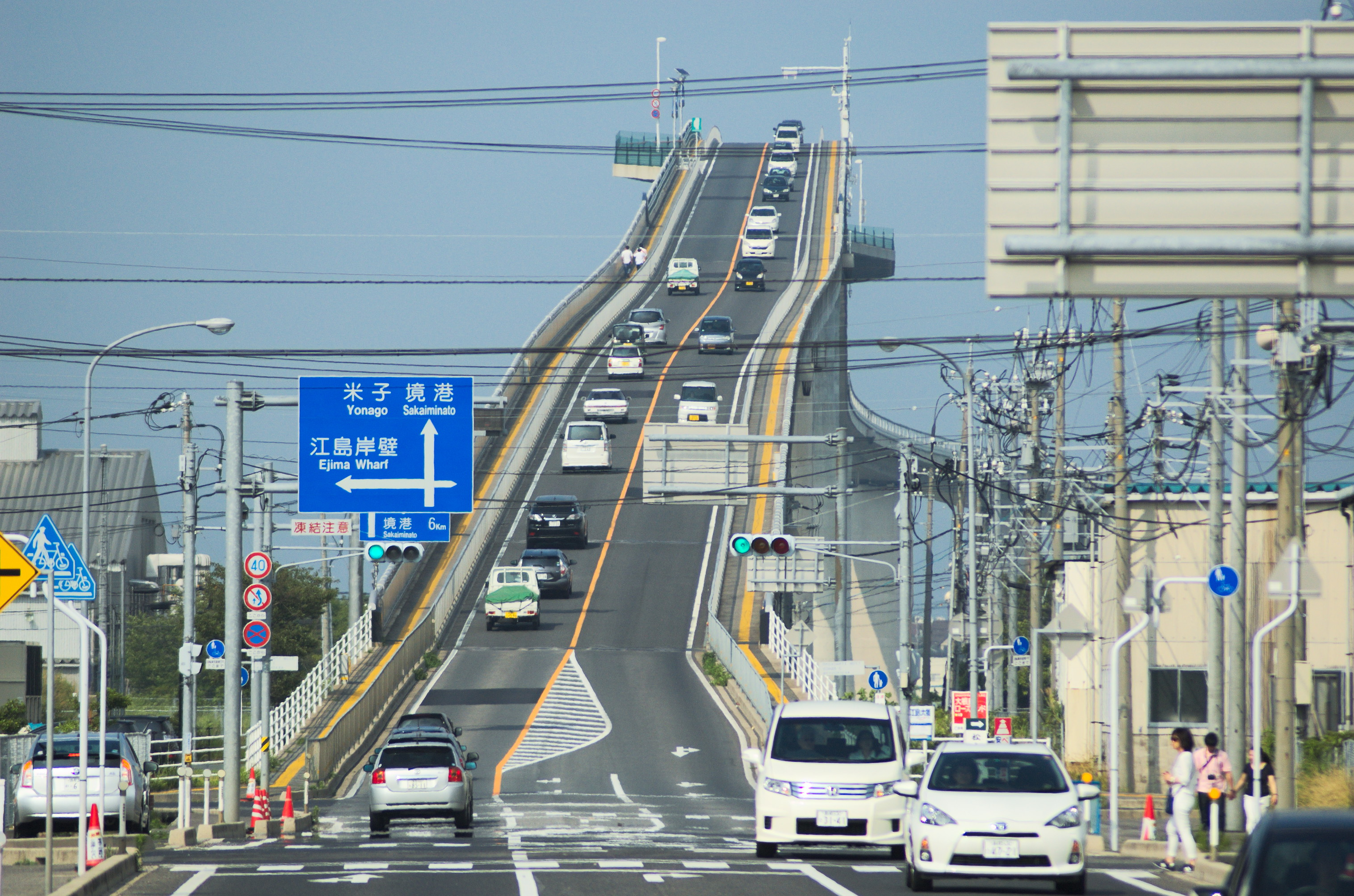
Vista della rampa d'accesso al ponte

Il ponte si estende per 1,7 chilometri sul lago Nakaumi, collegando Matsue, nella prefettura di Shimane, a Sakaiminato, nella prefettura di Tottori. Costruito tra il 1997 e il 2004, è il più grande ponte a telaio rigido del Giappone e il terzo più grande al mondo.  Le immagini del ponte sono state ampiamente diffuse su Internet, a causa della sua natura apparentemente ripida se fotografato da lontano con un teleobiettivo, ma in realtà ha una pendenza meno pronunciata, del 6,1% nel lato di Shimane e del 5,1% nel lato di Tottori.